# Timothy Bond
Timothy Bond (Ottawa, 1942) è un regista e sceneggiatore canadese.

## Biografia
Laureato in fisica, chimica e letteratura drammatica inglese, prima di dedicarsi al cinema e alla televisione dirige diverse opere teatrali in Canada, Stati Uniti e Inghilterra.
Artista con la passione per i generi horror e fantasy, tra gli anni ottanta e novanta conosce una certa notorietà dirigendo diversi episodi delle serie televisive Venerdì 13, Alfred Hitchcock presenta, Il mio amico Ultraman, Star Trek: The Next Generation, Hercules, Robocop e Piccoli brividi.
Collabora alla sceneggiatura dell'horror Compleanno di sangue (1981); dirige Il mondo perduto (1992, ispirato all'omonimo romanzo di Conan Doyle) e il suo sequel Ritorno al mondo perduto poi, nel 1997, il film di fantascienza Ombre Aliene.
Nel 2004 dirige tre episodi del telefilm Mutant X. Nel 2007 diventa direttore artistico del Syracuse Stage.